# La Balme-les-Grottes
Pour les articles homonymes, voir Balme.
La Balme-les-Grottes est une commune française située dans le département de l'Isère, en région Auvergne-Rhône-Alpes.
La commune héberge une cavité au porche spectaculaire, connue sous le nom de grottes de la Balme et qui aurait pu servir de repaire au contrebandier Mandrin. Ses habitants sont les Balmolans.

## Géographie
La commune est située au nord du département de l'Isère dans l'arrondissement de La Tour-du-Pin et le canton de Morestel, à l'est de l'agglomération lyonnaise et séparée du département de l'Ain par le Rhône.
Le bourg de La Balme-les-Grottes est située à environ 45 km de Lyon ou de Bourg-en-Bresse et à 98 km de Grenoble, préfecture de l'Isère.

### Communes limitrophes
|                    | Lagnieu (Ain)        | Vertrieu                  |
| Saint-Vulbas (Ain) | La Balme-les-Grottes | Parmilieu                 |
|                    | Hières-sur-Amby      | Saint-Baudille-de-la-Tour |

### Climat
Pour des articles plus généraux, voir Climat d'Auvergne-Rhône-Alpes et Climat de l'Isère.
En 2010, le climat de la commune est de type climat des marges montargnardes, selon une étude du Centre national de la recherche scientifique s'appuyant sur une série de données couvrant la période 1971-2000. En 2020, Météo-France publie une typologie des climats de la France métropolitaine dans laquelle la commune est exposée à un climat de montagne ou de marges de montagne et est dans la région climatique Bourgogne, vallée de la Saône, caractérisée par un bon ensoleillement (1 900 h/an), un été chaud (18,5 °C), un air sec au printemps et en été et des vents faibles.
Pour la période 1971-2000, la température annuelle moyenne est de 11,2 °C, avec une amplitude thermique annuelle de 17,9 °C. Le cumul annuel moyen de précipitations est de 1 256 mm, avec 11 jours de précipitations en janvier et 7,4 jours en juillet. Pour la période 1991-2020, la température moyenne annuelle observée sur la station météorologique de Météo-France la plus proche, « Bénonces », sur la commune de Bénonces à 11 km à vol d'oiseau, est de 8,2 °C et le cumul annuel moyen de précipitations est de 1 723,5 mm,. Pour l'avenir, les paramètres climatiques de la commune estimés pour 2050 selon différents scénarios d'émission de gaz à effet de serre sont consultables sur un site dédié publié par Météo-France en novembre 2022.

### Hydrographie
La partie occidentale du territoire communal est bordé par le Rhône. Plusieurs ruisseaux, dont le ruisseau de la Laye, affluents du Rhône, traversent le territoire communal.

### Voies de communication
Le village est accessible par la route départementale RD65, depuis Hières-sur-Amby, au sud ou, Lagnieu, au Nord.

## Urbanisme

### Typologie
Au 1er janvier 2024, La Balme-les-Grottes est catégorisée commune rurale à habitat dispersé, selon la nouvelle grille communale de densité à sept niveaux définie par l'Insee en 2022.
Elle est située hors unité urbaine. Par ailleurs la commune fait partie de l'aire d'attraction de Lyon, dont elle est une commune de la couronne,. Cette aire, qui regroupe 397 communes, est catégorisée dans les aires de 700 000 habitants ou plus (hors Paris),.

### Occupation des sols
L'occupation des sols de la commune, telle qu'elle ressort de la base de données européenne d’occupation biophysique des sols Corine Land Cover (CLC), est marquée par l'importance des territoires agricoles (63,1 % en 2018), une proportion sensiblement équivalente à celle de 1990 (63,5 %). La répartition détaillée en 2018 est la suivante : 
terres arables (35,3 %), forêts (29,5 %), zones agricoles hétérogènes (14,7 %), prairies (13,1 %), eaux continentales (3,9 %), zones urbanisées (3,6 %). L'évolution de l’occupation des sols de la commune et de ses infrastructures peut être observée sur les différentes représentations cartographiques du territoire : la carte de Cassini (XVIIIe siècle), la carte d'état-major (1820-1866) et les cartes ou photos aériennes de l'IGN pour la période actuelle (1950 à aujourd'hui).

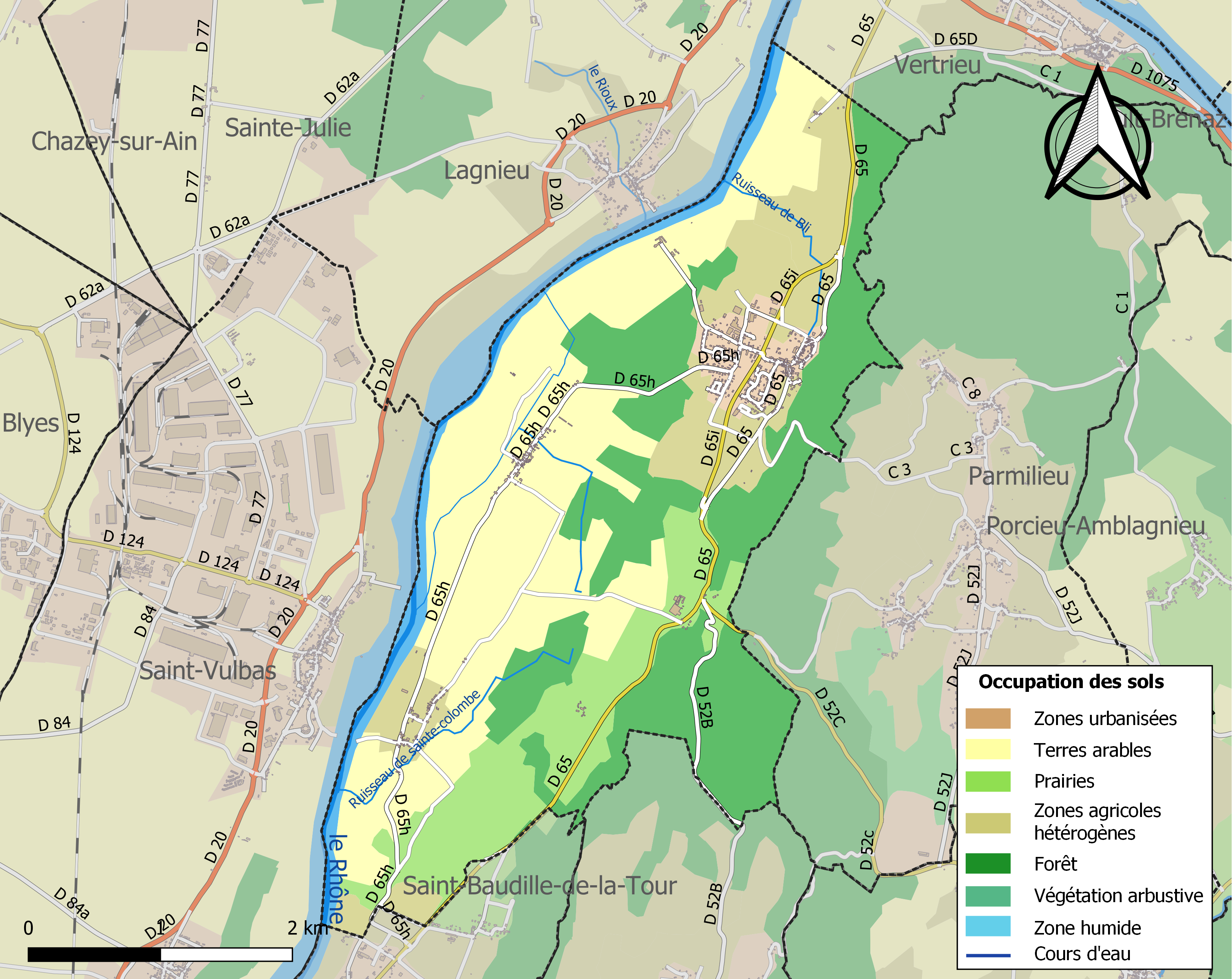
Carte des infrastructures et de l'occupation des sols de la commune en 2018 (CLC).

### Risques naturels et technologiques

#### Risques sismiques
L'ensemble du territoire de la commune de La Balme-les-Grottes est situé en zone de sismicité no 3 (modérée), comme la plupart des communes de son secteur géographique.
| Type de zone | Niveau            | Définitions (bâtiment à risque normal) |
| ------------ | ----------------- | -------------------------------------- |
| Zone 3       | Sismicité modérée | accélération = 1,1 m/s2                |

## Toponymie
La Balme : issu d'un mot pré-roman, voire pré-indo-européen, balma « caverne, abri sous roche », lui-même apparenté à la base pré-indo-européenne *Bal « hauteur, rocher ».
Le nom officiel de « grottes de la Balme » est, en fait, un pléonasme, car le terme Balme ou « baume » désigne une cavité naturelle typique des régions alpines et préalpines (barma en francoprovençal, baume en provençal).

## Histoire

### Préhistoire et Antiquité
L'homme de Néandertal a laissé des outils de silex et des restes de repas dans la grotte de la Balme au Paléolithique moyen. Vers 15 000/13 000 av. J.-C., à la fin du Paléolithique supérieur, les chasseurs de Cro-Magnon ont fait de même sous l'abri de la grotte : on a retrouvé des silex et des os de rennes, bouquetins, aurochs et chevaux.
À partir de 4000 env. av. J.-C., les agriculteurs du Néolithique colonisent la région laissant leurs haches polies, leurs silex et leurs vases à la Louvaresse et à Travers. On retrouve aussi dans la grotte des sépultures collectives et des vases de cette époque. Mais c'est surtout à fin de l'âge du bronze (1250-950 av. J.-C.), qu'ils ont laissé de très importants vestiges : de nombreuses tombes avec urnes cinéraires et offrandes animales découvertes dans des anfractuosités et sous des blocs rocheux, dans une grande partie de la grotte. C'est une nécropole souterraine de la civilisation des Champs d'Urnes, maintenant bien connue des spécialistes européens pour sa richesse en vases de céramique par une publication scientifique complète.
Une partie du matériel archéologique de toutes les époques est exposée à la Maison du Patrimoine à Hières-sur-Amby où elle a été déposée en 1985 par les fouilleurs.

### Autres périodes
Selon une légende bien établie, le roi François Ier serait venu dans ces grottes en 1516 avec sa mère, Louise de Savoie, après la bataille de Marignan. Le roi aurait prié dans la chapelle et aurait pris un souper dans la salle à manger, au bout du labyrinthe. Il aurait aussi conduit la première expédition de découverte du lac souterrain selon un guide local. qui précise également que « rien n’est vérifiable... ». Une fresque représentant pourtant ce roi de France, réalisée en 1882 par l'artiste Théodore Levigne, est visible à l'entrée de la grotte. Un des deux labyrinthes de la grotte porte aussi le nom de ce souverain.

## Politique et administration

### Liste des maires
| Période                                  | Période  | Identité                     | Étiquette | Qualité                        |
| ---------------------------------------- | -------- | ---------------------------- | --------- | ------------------------------ |
| 1944                                     | 1949     | Adrien Juvanon (en)          |           | Ancien Gouverneur de la Guyane |
| avant 1981                               | 1983     | Pierre Montagnon             | DVG       |                                |
| avant 1988                               | ?        | Jean-Claude Lubrano-Lavadera |           |                                |
| mars 2001                                | 2014     | Didier Chapit                |           |                                |
| 2014                                     | 2017     | Martine Gabeure              |           |                                |
| 2017                                     | En cours | Jean-Pierre Berthelot        |           |                                |
| Les données manquantes sont à compléter. |          |                              |           |                                |

## Population et société

### Démographie
L'évolution du nombre d'habitants est connue à travers les recensements de la population effectués dans la commune depuis 1793. Pour les communes de moins de 10 000 habitants, une enquête de recensement portant sur toute la population est réalisée tous les cinq ans, les populations de référence des années intermédiaires étant quant à elles estimées par interpolation ou extrapolation. Pour la commune, le premier recensement exhaustif entrant dans le cadre du nouveau dispositif a été réalisé en 2006.

En 2022, la commune comptait 1 157 habitants, en évolution de +11,14 % par rapport à 2016 (Isère : +3,07 %, France hors Mayotte : +2,11 %).
| 1793 | 1800 | 1806 | 1821 | 1831 | 1836 | 1841 | 1846 | 1851 |
| ---- | ---- | ---- | ---- | ---- | ---- | ---- | ---- | ---- |
| 514  | 558  | 568  | 654  | 644  | 741  | 850  | 892  | 912  |

| 1856 | 1861 | 1866 | 1872 | 1876 | 1881 | 1886 | 1891 | 1896 |
| ---- | ---- | ---- | ---- | ---- | ---- | ---- | ---- | ---- |
| 869  | 863  | 819  | 759  | 649  | 608  | 588  | 602  | 510  |

| 1901 | 1906 | 1911 | 1921 | 1926 | 1931 | 1936 | 1946 | 1954 |
| ---- | ---- | ---- | ---- | ---- | ---- | ---- | ---- | ---- |
| 461  | 452  | 446  | 405  | 384  | 345  | 310  | 330  | 408  |

| 1962 | 1968 | 1975 | 1982 | 1990 | 1999 | 2006 | 2011 | 2016  |
| ---- | ---- | ---- | ---- | ---- | ---- | ---- | ---- | ----- |
| 426  | 393  | 438  | 531  | 588  | 675  | 814  | 921  | 1 041 |

| 2021  | 2022  | - | - | - | - | - | - | - |
| ----- | ----- | - | - | - | - | - | - | - |
| 1 138 | 1 157 | - | - | - | - | - | - | - |

### Enseignement
La commune est rattachée à l'académie de Grenoble.

### Médias
Historiquement, le quotidien à grand tirage Le Dauphiné libéré consacre, chaque jour, y compris le dimanche, dans son édition du Nord-Isère, un ou plusieurs articles à l'actualité du canton, de la communauté de communes, ainsi que des informations sur les éventuelles manifestations locales, les travaux routiers, et autres événements divers à caractère local.
La commune est située sur l'aire de diffusion de radio Ici Isère, une radio publique qui émet sur tout le territoire du département de l'Isère.

### Cultes
La communauté catholique et l'église de La Balme-les-Grottes (propriété de la commune) sont rattachées à la paroisse catholique Saint-Martin de l'Isle Crémieu qui, elle-même, est rattachée au diocèse de Grenoble-Vienne.

## Économie

### Entreprises et commerces
L'entreprise BioMérieux est installée sur le territoire de la commune.

## Culture locale et patrimoine

### Lieux et monuments
La commune compte deux monuments répertoriés à l'inventaire des monuments historiques, le château de Salette et les ruines du château d'Amblérieu, et 22 lieux et monuments répertoriés à l'inventaire général du patrimoine culturel.

#### Château de Salette
Les bâtiments subsistants de l'ancienne chartreuse de Salettes, les façades et toitures du château du XIXe siècle et l'escalier à l'intérieur, le parc, ses fabriques et les murs de clôture font l'objet d'une inscription partielle par arrêté du 21 juin 1996.
À la fin du XIIIe siècle, précisément en octobre 1299, Le dauphin Humbert Ier de Viennois fonde une chartreuse de femmes dont trois bâtiments subsistent. À la Révolution, la chartreuse est vendue et abrite un certain temps une fabrique de faïence. Le château est édifié vers 1870-1880 et conserve quelques décors de cette époque.

#### Chapelles Notre-Dame-de-la-Balme
Deux chapelles superposées qui datent respectivement du IXe siècle et du XIVe siècle. La première des deux chapelles (dite haute) est dédiée à la Vierge Marie et la seconde (dite basse) est dédiée à saint Jean-Baptiste. Le clocheton de cet ensemble religieux culmine presque au niveau de la voûte. Un escalier intérieur relie les deux chapelles qui sont voûtées en berceau avec un chœur dit en « cul-de-four ».

#### Autres monuments
- Ruines du château d'Amblérieu font l'objet d'une inscription par arrêté du 29 juillet 1977[29].
- Église Saint-Pierre de La Balme-les-Grottes de style roman.
- Lavoir.
- Monument aux morts communal.

### Patrimoine naturel

#### Les grottes de la Balme
Cette cavité est l’une des 7 merveilles du Dauphiné et se présente sous la forme d'un porche monumental abritant deux chapelles, puis d'un ensemble de grottes avec une formation en « amphithéâtre de petits-bassins ». La légende dorée explique qu'elles servirent de repaire au contrebandier Mandrin. Probablement visitées par François Ier, elles contiennent un portrait apocryphe.

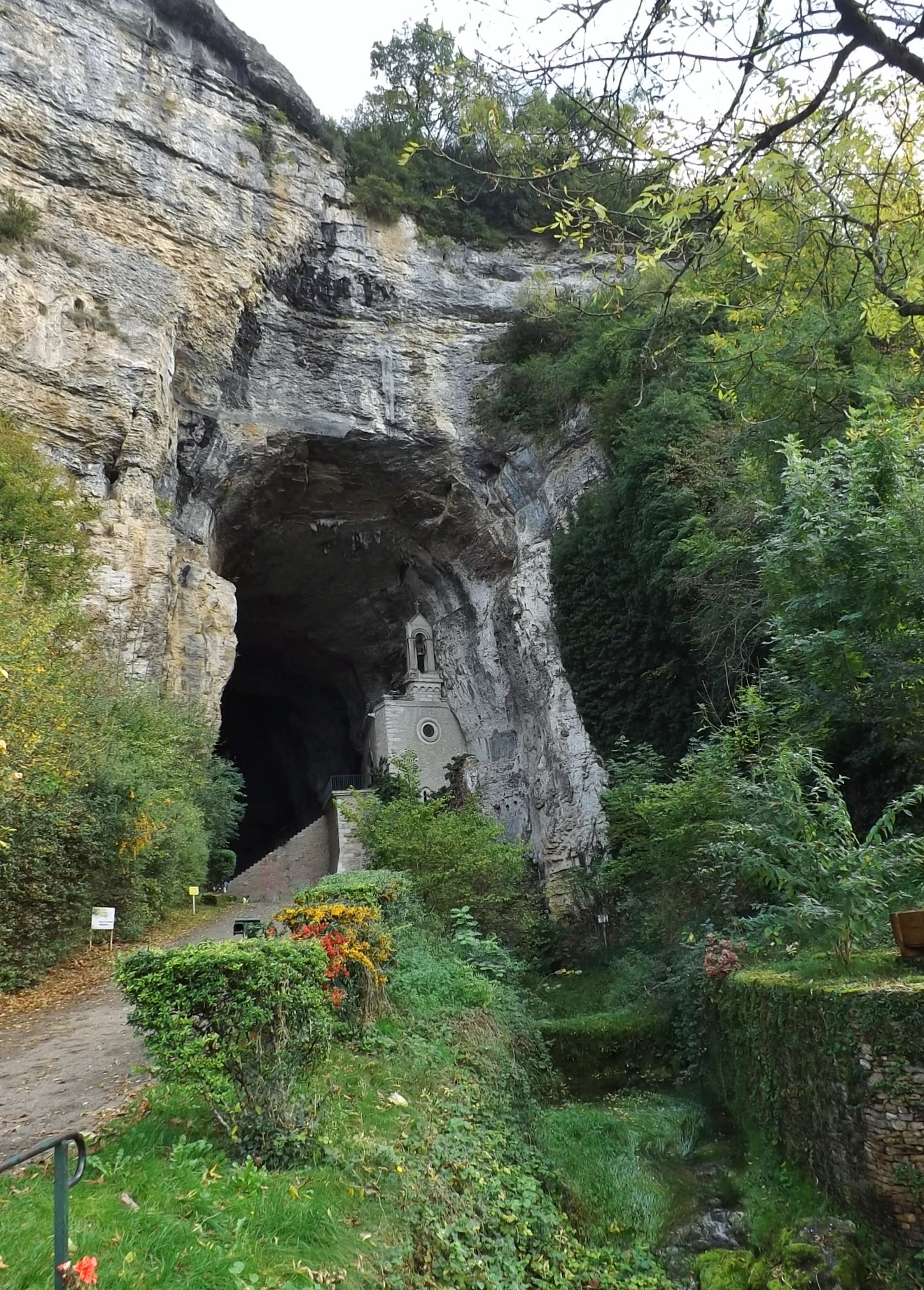
Entrée des grottes.
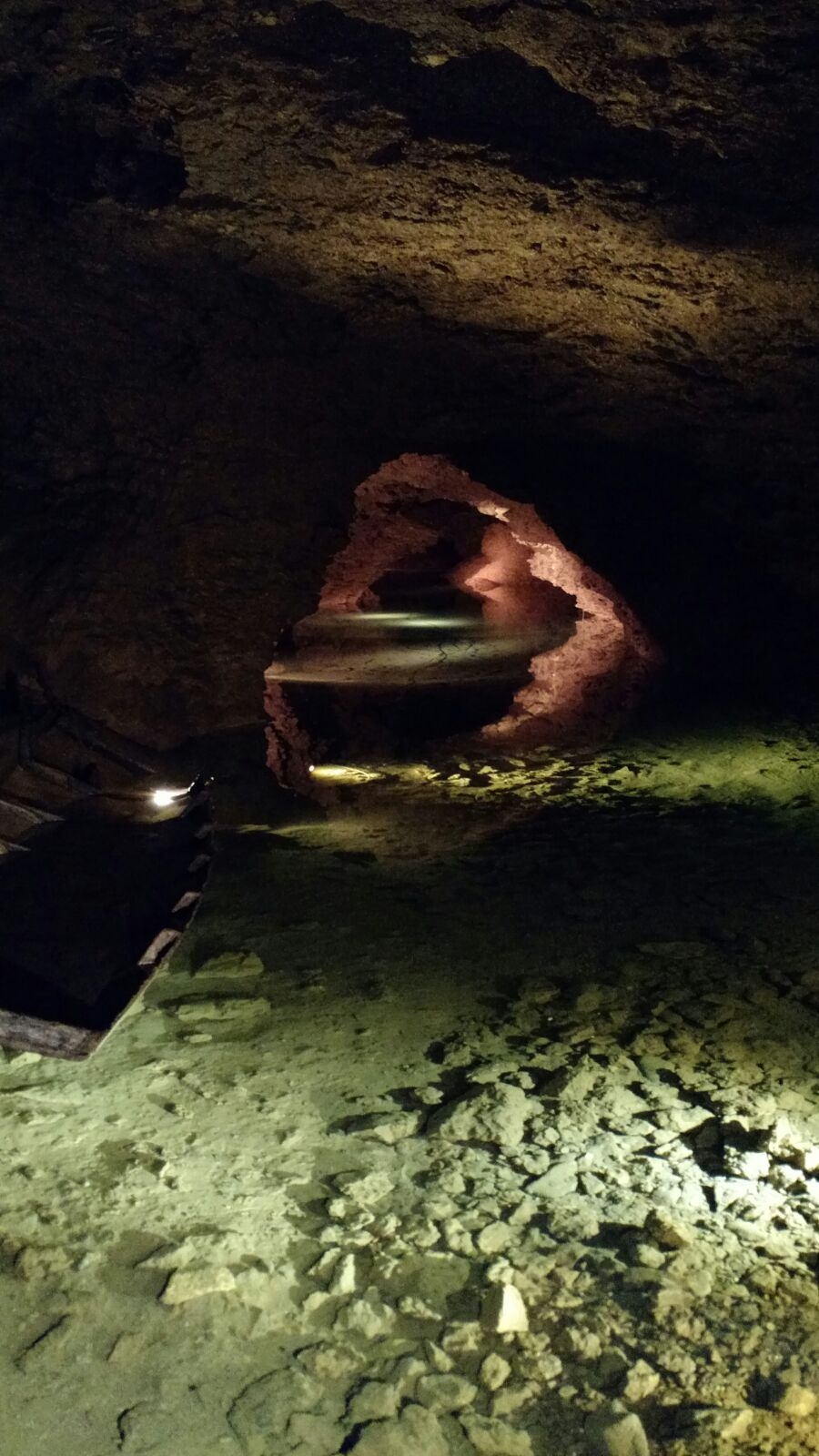
Lac souterrain.
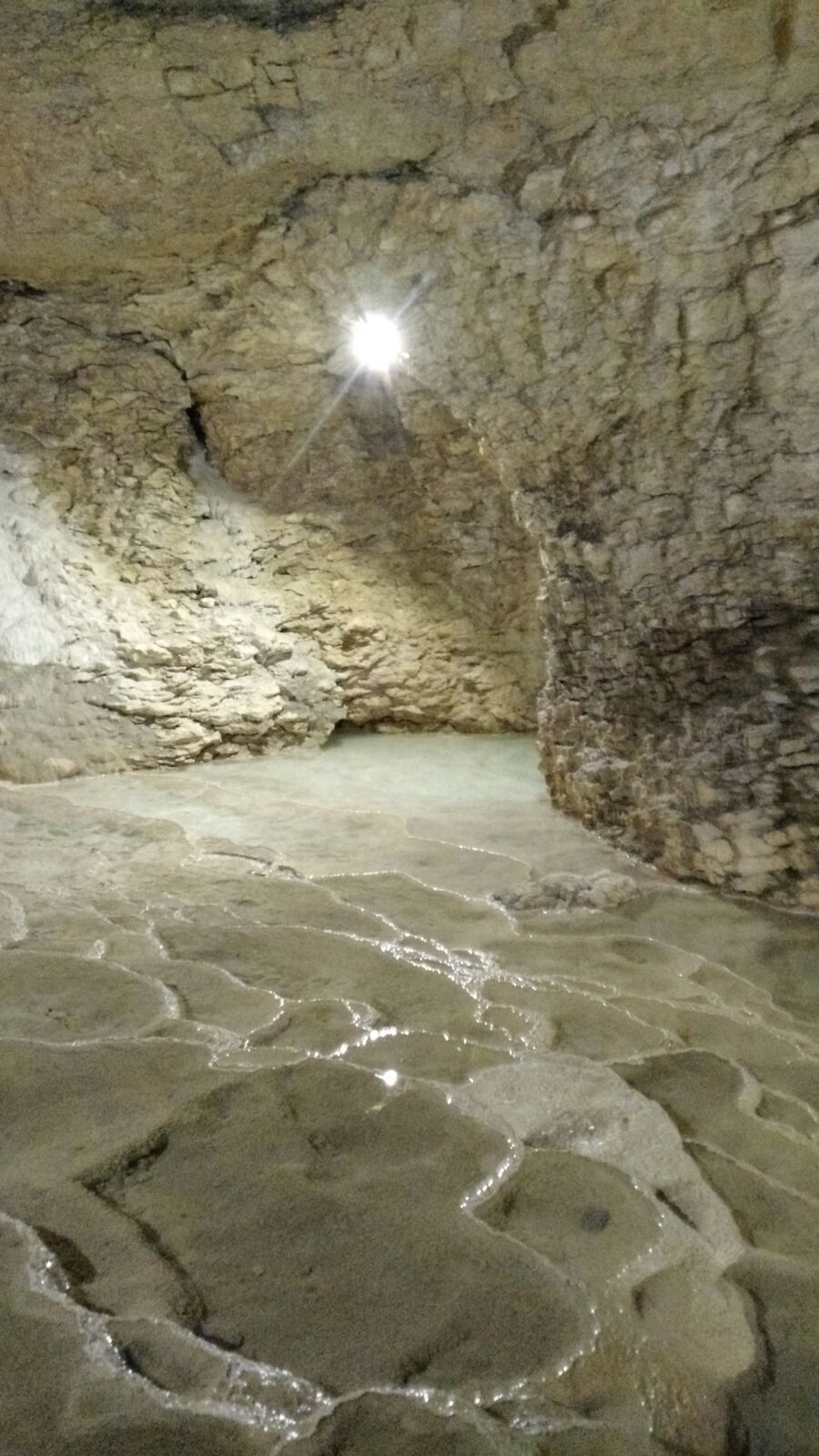
Gours formant des rétentions.
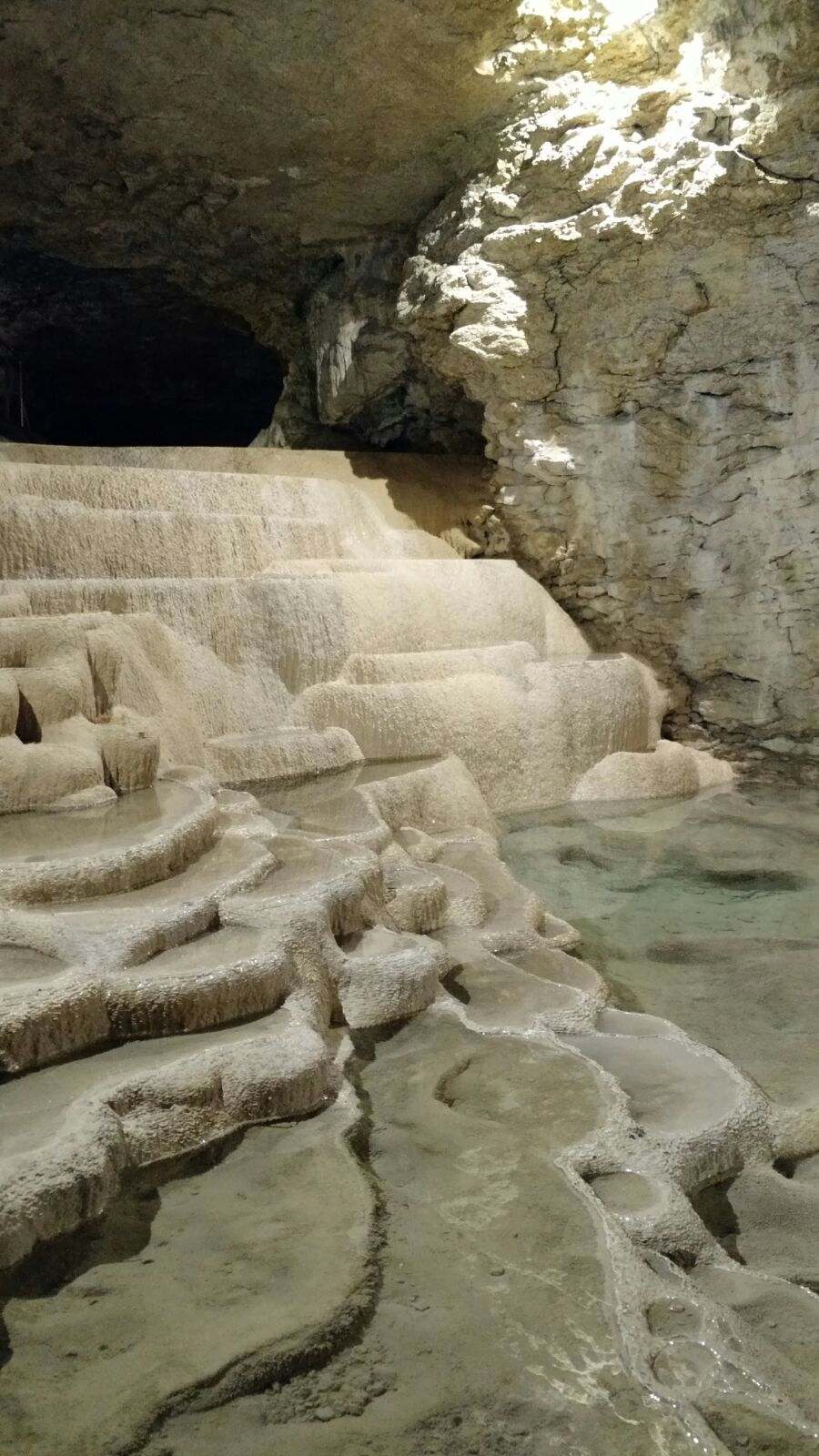
Gours formant une cascade intérieure.

### Personnalités liées à la commune
- Laurent Clerc, le fondateur de la première école pour sourds d'Amérique du Nord, est né le 26 décembre 1785 à La Balme-les-Grottes.
- Adrien Juvanon (en), gouverneur général de l'Inde française et de la Guyane, puis maire de la Balme-les-Grottes à la Libération, a participé au développement du tourisme dans les grottes[18],[31].

### Héraldique
| Blason de Balme-les-Grottes (La) | Blason  | Taillé ondé : au 1er d’argent au dauphin d’azur, au 2d de sinople à l'entrée de grotte d'argent chargé d'une église de trois niveaux au naturel, mouvant de la paroi senestre, ajourée aussi d'argent et ouverte sur un chemin en barre cousu d'azur mouvant de la pointe, flanquée à dextre d'un autre chemin en barre au naturel mouvant de la pointe, au chef ondé cousu aussi d'azur ; à la cotice en barre ondée d'azur chargée de six filets ondée d'argent brochant sur la partition. |
| Blason de Balme-les-Grottes (La) | Détails | Le statut officiel du blason reste à déterminer. |